# Parábola (matemática)

Secciones cónicas.

Secciones cónicas.

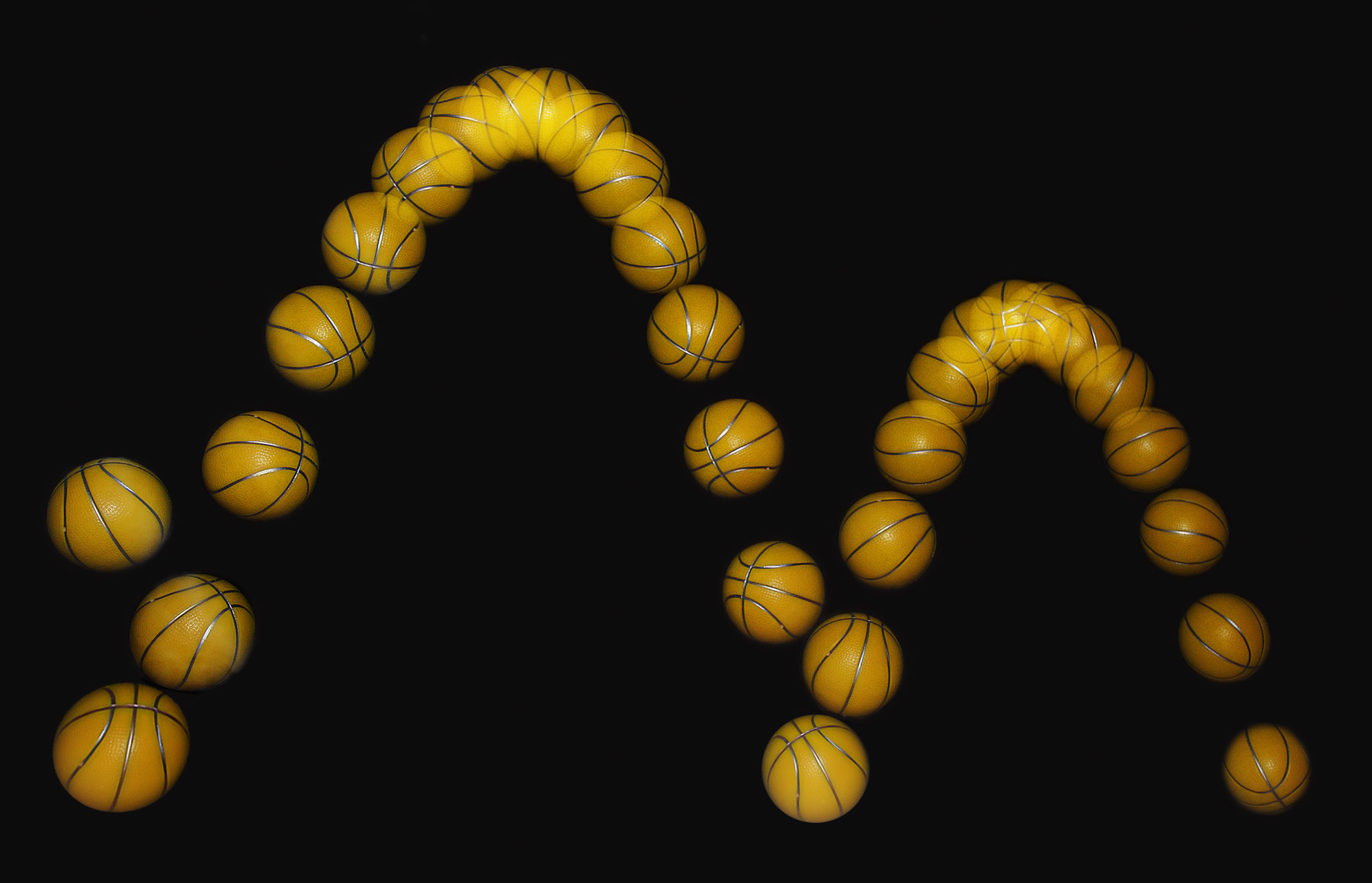
La trayectoria de una pelota que rebota es una sucesión de parábolas.

En matemáticas, una parábola (del griego παραβολή) es la sección cónica de excentricidad igual a 1, resultante de cortar un cono recto o de revolución con un plano oblicuo cuyo ángulo de inclinación respecto al eje de revolución del cono sea igual al presentado por su generatriz. El plano resultará por lo tanto paralelo a dicha recta. Se define también como el lugar geométrico de los puntos de un plano que equidistan de una recta llamada directriz, y un punto interior a la parábola llamado foco.
En geometría proyectiva, la parábola se define como la curva envolvente de las rectas que unen pares de puntos homólogos en una proyectividad semejante o semejanza. 
La parábola aparece en muchas ramas de las ciencias aplicadas debido a que su forma se corresponde con las gráficas de las ecuaciones cuadráticas. Por ejemplo, son parábolas las trayectorias ideales de los cuerpos que se mueven bajo la influencia exclusiva de la gravedad (ver movimiento parabólico y trayectoria balística).

## Historia
La tradición indica que las secciones cónicas fueron descubiertas por Menecmo en su estudio del problema de la duplicación del cubo, donde demuestra la existencia de una solución mediante el corte de una parábola con una hipérbola, lo cual es confirmado posteriormente por Proclo y Eratóstenes.
Sin embargo, el primero en usar el término parábola fue Apolonio de Perge en su tratado Cónicas, considerada obra cumbre de las matemáticas griegas, donde se desarrolla el estudio de las tangentes a secciones cónicas. 

Si un cono es cortado por un plano a través de su eje, y también es cortado por otro plano que corte la base del cono en una línea recta perpendicular a la base del triángulo axial, y si adicionalmente el diámetro de la sección es paralelo a un lado del triángulo axial, entonces cualquier línea recta que se dibuje desde la sección de un cono a su diámetro paralelo a la sección común del plano cortante y una de las bases del cono, será igual en cuadrado al rectángulo contenido por la línea recta cortada por ella en el diámetro que inicia del vértice de la sección y por otra línea recta que está en razón a la línea recta entre el ángulo del cono y el vértice de la sección que el cuadrado en la base del triángulo axial tiene al rectángulo contenido por los dos lados restantes del triángulo. Y tal sección será llamada una parábola.
Apolonio de Perge

Es Apolonio quien menciona que un espejo parabólico refleja de forma paralela los rayos emitidos desde su foco, propiedad usada hoy en día en las antenas satelitales. La parábola también fue estudiada por Arquímedes, nuevamente en la búsqueda de una solución para un problema famoso: la cuadratura del círculo, dando como resultado el libro Sobre la cuadratura de la parábola.

## Propiedades geométricas

Diferentes elementos de una parábola.

Diagrama que muestra la propiedad reflexiva, la directriz (verde), y las líneas que unen el foco y la directriz de la parábola (azul).

Aunque la identificación de parábola con la intersección entre un cono recto y un plano que forme un ángulo con el eje de revolución del cono igual al que presenta su generatriz es exacta, es común definirla también como un lugar geométrico:
| Se denomina parábola al lugar geométrico de un punto que se mueve en un plano de tal manera que equidista de una recta fija, llamada directriz y de un punto fijo en el plano, que no pertenece a la parábola ni a la directriz, llamado foco. |

La definición excluye el caso en que el foco está sobre la directriz. De esta forma, una vez fijados una recta y un punto se puede construir una parábola que los tenga por directriz y foco respectivamente, usando el siguiente procedimiento: Se toma un punto {\displaystyle T} cualquiera de la recta, se lo une con el foco dado {\displaystyle F} y a continuación se traza la mediatriz (o perpendicular por el punto medio) del segmento {\displaystyle TF}. La intersección de la mediatriz con la perpendicular por {\displaystyle T} a la recta directriz da como resultado un punto {\displaystyle P} que pertenece a la parábola. Repitiendo el proceso para diferentes puntos {\displaystyle T} se pueden hallar tantos puntos de la parábola como sea necesario.
De la construcción anterior se puede probar que la parábola es simétrica respecto a la recta perpendicular a la directriz que pasa por el foco. Al punto de intersección de la parábola con tal recta (conocida como eje de la parábola) se le llama vértice de la parábola y es el punto cuya distancia a la directriz es mínima. La distancia entre el vértice y el foco se conoce como distancia focal o radio focal.
|  |  |  |

### Lado recto

El lado recto mide 4 veces la distancia focal.

Al segmento de recta comprendido por la parábola, que pasa por el foco y es paralelo a la directriz, se le conoce como lado recto. Debido a la ecuación que representa a esta curva, surge el siguiente teorema:
| La longitud del lado recto es siempre 4 veces la distancia focal. |

Siendo {\displaystyle D}, {\displaystyle E} los extremos del lado recto y {\displaystyle T}, {\displaystyle U} las respectivas proyecciones sobre la directriz, denotando por {\displaystyle W} la proyección del foco {\displaystyle F} sobre la directriz, se observa que {\displaystyle FEUW} y {\displaystyle DFWT} son cuadrados, y sus lados miden {\displaystyle FW=2FV}. Por tanto, el segmento {\displaystyle DE} es igual a 4 veces el segmento {\displaystyle FV} (la distancia focal).
Las tangentes a la parábola que pasan por los extremos del lado recto forman ángulos de 45° con el mismo, consecuencia de que {\displaystyle FEUW} y {\displaystyle DFWT} sean cuadrados, junto con la construcción mencionada en la sección anterior. Además, tales tangentes se cortan en la directriz de forma perpendicular, precisamente en el punto de proyección {\displaystyle W} del foco, propiedades que pueden ser aprovechadas para construir una aproximación geométrica del foco y la directriz cuando éstos son desconocidos.

### Semejanza de todas las parábolas

Todas las parábolas son semejantes, es únicamente la escala la que crea la apariencia de que tienen formas diferentes.

Dado que la parábola es una sección cónica, también puede describirse como la única sección cónica que tiene excentricidad {\displaystyle e=1}. La unicidad se refiere a que todas las parábolas son semejantes, es decir, tienen la misma forma, salvo su escala. 
Desafortunadamente, al estudiar analíticamente las parábolas (basándose en ecuaciones), se suele afirmar erróneamente que los parámetros de la ecuación cambian la forma de la parábola, haciéndola más ancha o estrecha. La verdad es que todas las parábolas tienen la misma forma, pero la escala crea la ilusión de que hay parábolas de formas diferentes.
Un argumento geométrico informal es que al ser la directriz una recta infinita, al tomar cualquier punto y efectuar la construcción descrita arriba, se obtiene siempre la misma curva, salvo su escala, que depende de la distancia del punto a la directriz.

### Tangentes a la parábola

La tangente biseca el ángulo entre el foco, el punto de tangencia y su proyección.

Un resultado importante en relación con las tangentes de una parábola establece:
| La tangente biseca el ángulo entre el foco, el punto de tangencia y su proyección. |

Llamemos F al foco de una parábola, {\displaystyle P} a un punto cualquiera de la misma y {\displaystyle T} a la proyección de este sobre la directriz. Sea {\displaystyle MP} la mediatriz del triángulo {\displaystyle FPT}, el cual es isósceles por ser iguales las distancias {\displaystyle FP} y {\displaystyle PT}, como se ha visto. Luego {\displaystyle MP} biseca al ángulo {\displaystyle FPT}, restando verificar si es tangente a la parábola en el punto P.
Sea Q otro punto de la parábola y sea U su proyección en la directriz. Puesto que {\displaystyle FQ=QU} y {\displaystyle QU<QT}, entonces {\displaystyle FQ<QT}. Dado que esto es cierto para cualquier otro punto de la parábola, se concluye que toda la parábola está de un mismo lado de {\displaystyle MP}, y como la desigualdad es estricta, no hay otro punto de la parábola que toque a la recta {\displaystyle MP}, esto quiere decir que {\displaystyle MP} es la tangente de la parábola en {\displaystyle P}.

### Curva dual de la parábola.
La curva dual de la parábola respecto a un círculo interior es una elipse. Si el centro del círculo es el foco de la parábola entonces su dual es un círculo.
La dual de la parábola respecto a un círculo exterior es una hipérbola. 
Si el centro del círculo esta sobre la parábola su dual es otra parábola.

Dual de la parábola. Centro del círculo en el interior de la parábola.
Dual de la parábola. Centro del círculo en el foco de la parábola.
Dual de la parábola. Centro del círculo en el exterior de la parábola.
Dual de la parábola. Centro del círculo sobre la parábola.

## Radio de curvatura
Sea el punto {\displaystyle M(x_{1},y_{1})} entonces el radio de curvatura es

{\displaystyle R={\frac {(p+2x_{1})^{\frac {3}{2}}}{\sqrt {p}}}={\frac {p}{sen^{3}u}}={\frac {n^{3}}{p^{2}}}}

 siendo la ecuación de la parábola 

{\displaystyle y^{2}=2px}, donde u es la pendiente de la recta tangente en M; n, longitud de la normal MN

Expresión explícita
Dada la fórmula general del radio de curvatura de una curva a partir de su ecuación explícita:
{\displaystyle R_{c}={\frac {\left[1+\left({\frac {df}{dx}}\right)^{2}\right]^{\frac {3}{2}}}{\left|{\frac {d^{2}f}{dx^{2}}}\right\vert }}}
si se tiene una parábola expresada de la forma general:
{\displaystyle y=Ax^{2}+Bx+C}; su primera derivada toma la forma {\displaystyle y'=2Ax+B}; y su segunda derivada es {\displaystyle y''=2A}
Sustituyendo estos valores en la expresión general anterior, se tiene que:
{\displaystyle R_{c}={\frac {[1+(2Ax+B)^{2}]^{\frac {3}{2}}}{2A}}}
Curvatura en el vértice
En el vértice, donde la tangente a la curva es horizontal, la primera derivada de la parábola se anula (es decir, {\displaystyle (2Ax+B)=0}). En consecuencia,
{\displaystyle R_{c}V={\frac {1}{2A}}}

## Aplicaciones prácticas
Una consecuencia de gran importancia es que la tangente refleja los rayos paralelos al eje de la parábola en dirección al foco. Las aplicaciones prácticas son muchas: las antenas satelitales y radiotelescopios aprovechan el principio concentrando señales recibidas desde un emisor lejano en un receptor colocado en la posición del foco. 
La concentración de la radiación solar en un punto, mediante un reflector parabólico tiene su aplicación en pequeñas cocinas solares y grandes centrales captadoras de energía solar.
Análogamente, una fuente emisora situada en el foco, enviará un haz de rayos paralelos al eje: diversas lámparas y faros tienen espejos con superficies parabólicas reflectantes para poder enviar haces de luz paralelos emanados de una fuente en posición focal. Los rayos convergen o divergen si el emisor se desplaza de la posición focal.

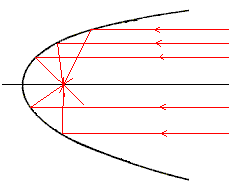
La parábola refleja sobre el foco los rayos paralelos al eje. Análogamente, un emisor situado en el foco, enviará un haz de rayos paralelos al eje.
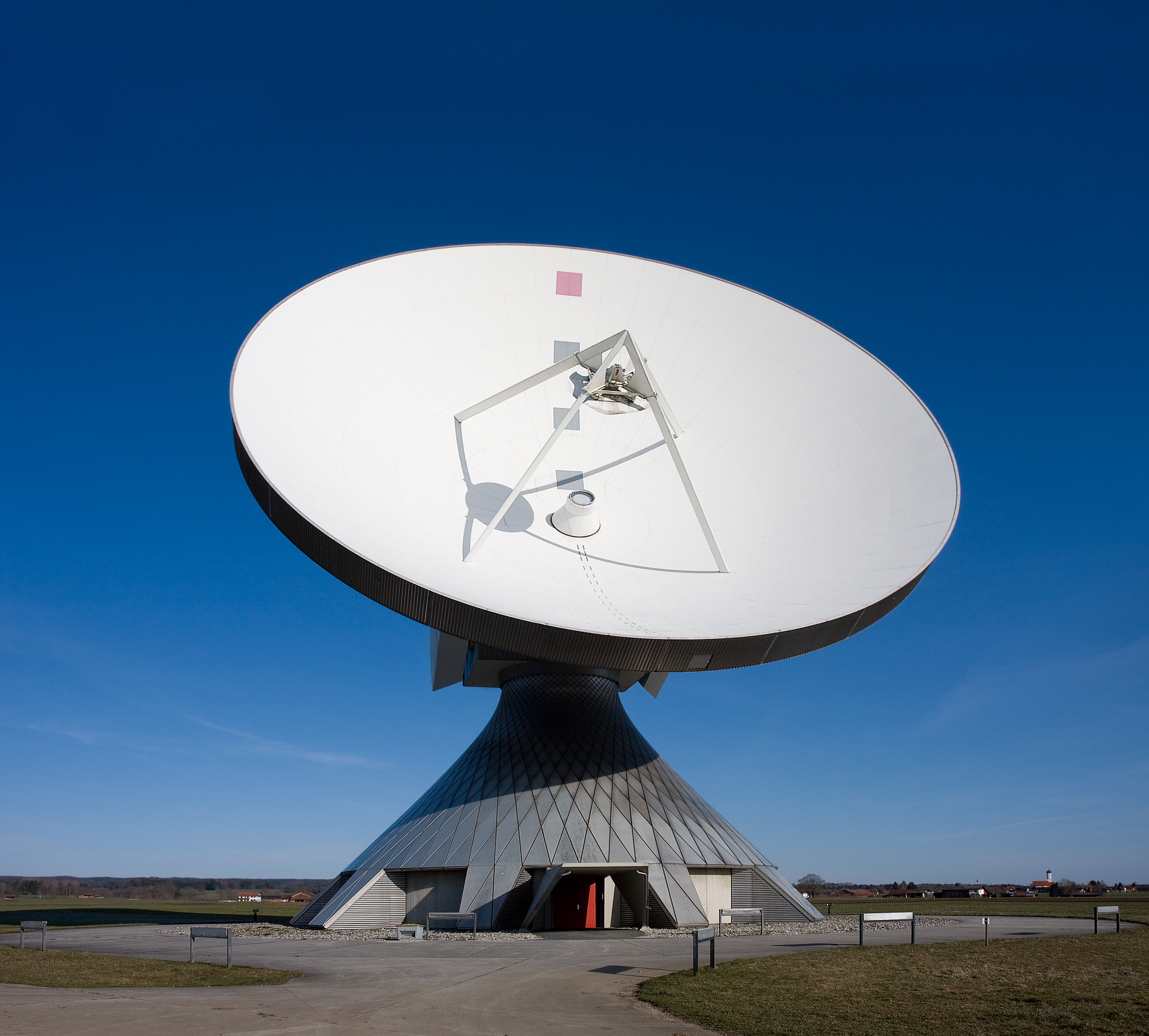
Los radiotelescopios concentran los haces de señales en un receptor situado en el foco. El mismo principio se aplica en una antena de radar.
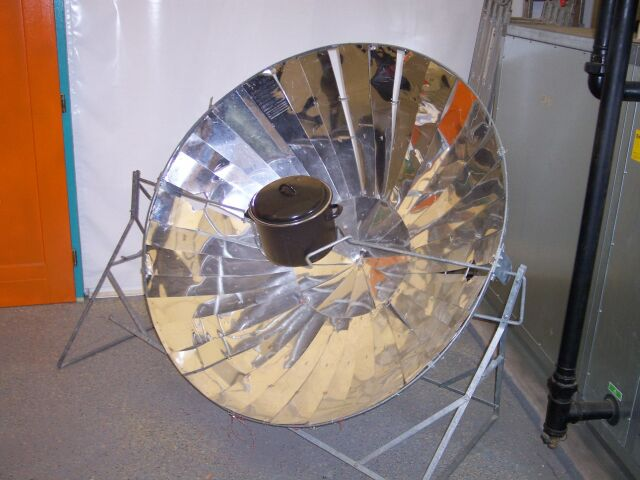
Cocina solar de concentrador parabólico. El mismo método se emplea en las grandes centrales captadoras de energía solar.
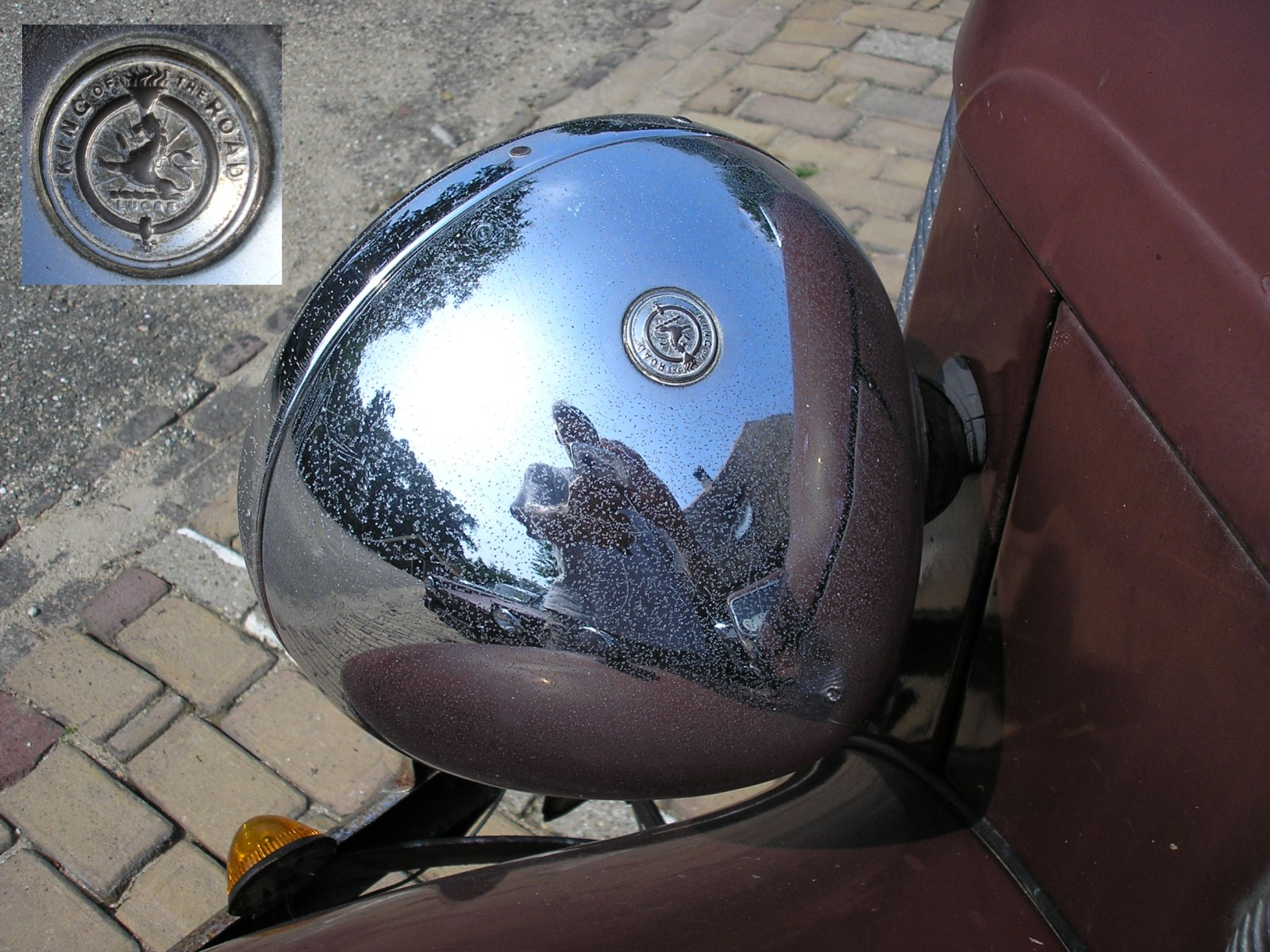
Los faros de los automóviles envían haces de luz paralelos, si la bombilla se sitúa en el foco de una superficie parabólica.

## Ecuaciones de la parábola

Parábolas tipo y = ax^{2}, con a = 4, 1, y.

Prueba geométrica de la relación y = ax^{2}.

Con el advenimiento de la geometría analítica se inició un estudio de las formas geométricas basado en ecuaciones y coordenadas. 
Una parábola cuyo vértice está en el origen y su eje coincide con el eje de las ordenadas, tiene una ecuación de la forma {\displaystyle y=ax^{2}} donde el parámetro {\displaystyle a} especifica la escala de la parábola, incorrectamente descrita como la forma de la parábola, ya que como se dijo antes, todas las parábolas tienen la misma forma. Cuando el parámetro es positivo, la parábola se abre «hacia arriba» y cuando es negativo se abre «hacia abajo».
Si bien la expresión en forma de ecuación no fue posible hasta el desarrollo de la geometría analítica, la relación geométrica expresada en la ecuación anterior ya estaba presente en los trabajos de Apolonio, y se bosquejará a continuación usando notación moderna.
Tomando nuevamente la definición de parábola como sección de un cono recto de forma paralela a la directriz, sea {\displaystyle V} un punto en el eje y sea {\displaystyle QV} perpendicular al eje. ({\displaystyle QV} corresponde al valor {\displaystyle x} en la versión analítica y {\displaystyle PV} al valor y). Considerando la sección circular que pasa por {\displaystyle Q} y es paralela a la base del cono, obtenemos {\displaystyle H}, {\displaystyle K} paralelos a {\displaystyle B} y {\displaystyle C}.
Por el teorema de potencia de un punto:

{\displaystyle QV^{2}=HV\cdot VK}.

 Al ser {\displaystyle PM} paralela a {\displaystyle AC}, los triángulos {\displaystyle HVP}, {\displaystyle HKA} y {\displaystyle BCA} son semejantes y así:

{\displaystyle {\frac {HV}{PV}}={\frac {HK}{KA}}={\frac {BC}{AC}}}.

Usando nuevamente los paralelismos:

{\displaystyle {\frac {VK}{PA}}={\frac {HK}{HA}}={\frac {BC}{BA}}}.

Despejando {\displaystyle HV} y {\displaystyle VK} para sustituir en la fórmula de {\displaystyle QV^{2}} resulta en

{\displaystyle QV^{2}=HV\cdot VK=\left({\frac {BC\cdot PV}{AC}}\right)\left({\frac {BC\cdot PA}{BA}}\right)=\left({\frac {BC^{2}\cdot PA}{BA\cdot AC}}\right)PV}.

Pero el valor de {\displaystyle \left({\frac {BC^{2}\cdot PA}{BA\cdot AC}}\right)} es una constante, pues no depende de la posición de {\displaystyle V}, por lo que haciendo

{\displaystyle a={\frac {BA\cdot AC}{BC^{2}\cdot PA}},}

arroja la expresión moderna {\displaystyle y=ax^{2}}.

Parábolas verticales, con ecuaciones de la forma y=ax²+bx+c.

Aplicando una sustitución de coordenadas podemos obtener ahora la ecuación de una parábola vertical para cualquier posición de su vértice.
| La ecuación de una parábola cuyo eje es vertical y su vértice es {\displaystyle (u,v)} tiene la forma {\displaystyle (y-v)=a(x-u)^{2}}, |

agrupando los términos y reordenando se obtiene una forma equivalente:
| La ecuación de una parábola cuyo eje es vertical es de la forma {\displaystyle y=ax^{2}+bx+c\,}. |

Si la parábola es horizontal, se obtienen ecuaciones similares, pero intercambiando y por x y viceversa. Así tendríamos:
| La ecuación de una parábola cuyo eje es horizontal es de la forma {\displaystyle x=ay^{2}+by+c\,}. |

### Ecuación involucrando la distancia focal

Ecuación de una parábola vertical.

Puede haber muchas parábolas que tengan un mismo vértice (variando el parámetro a) en la primera ecuación. Sin embargo, dados dos puntos fijos, existe solamente una parábola que los tiene por vértice y foco, ya que la directriz queda automáticamente fija como la perpendicular a la línea que une el foco con el vértice y a esa misma distancia del último.
Consideremos el caso especial en que el vértice es {\displaystyle (0,0)} y el foco es {\displaystyle (0,p)}. La directriz es, por tanto, la recta horizontal que pasa por {\displaystyle (0,-p)}. A la distancia entre el vértice y el foco se le llama distancia focal, de modo que en este caso la distancia focal es igual a {\displaystyle p}. Con esta configuración se tiene:
| La ecuación de una parábola con vértice en (0,0) y foco en (0,p) es {\displaystyle \,x^{2}=4py}. |

De forma alterna:
| La ecuación de una parábola con vértice en (0,0) y foco en (0,p) es {\displaystyle y={\frac {x^{2}}{4p}}}. |

Es de notar que el coeficiente 4p es precisamente la longitud del lado recto de la parábola.
Ambas ecuaciones se refieren a parábolas verticales que se abren «hacia arriba». La ecuación de una parábola que se abre hacia abajo es similar, excepto que varía un signo. En este caso, el foco sería (0,-p) y de esta forma:
| La ecuación de una parábola con vértice en (0,0) y foco en (0,-p) es {\displaystyle \,x^{2}=-4py}. |

Cuando la parábola es horizontal «hacia la derecha», se obtiene una ecuación similar intercambiando los roles de x, y:
| La ecuación de una parábola con vértice en (0,0) y foco en (p,0) es {\displaystyle \,y^{2}=4px}, |

obteniendo mediante un cambio de signo la ecuación de las parábolas hacia la izquierda.
Finalmente, las ecuaciones cuando el vértice no está en el centro se obtienen mediante una traslación. En el caso común de la parábola vertical hacia arriba se tiene
| La ecuación de una parábola con vértice en (h,k) y foco en (h,k + p) es {\displaystyle \,(x-h)^{2}=4p(y-k)}, |

mientras que para la parábola horizontal se intercambia x con y:
| La ecuación de una parábola con vértice en (h,k) y foco en (h + p,k) es {\displaystyle \,(y-k)^{2}=4p(x-h)}. |

### Ecuación general de una parábola
| La expresión algebraica que describe una parábola que ocupe cualquier posición en un plano es: {\displaystyle \,ax^{2}+bxy+cy^{2}+dx+ey+f=0} si y solo si {\displaystyle \,b^{2}-4ac=0} y los coeficientes a y c no pueden ser simultáneamente nulos. |

Mediante traslaciones y rotaciones es posible hallar un sistema de referencia en el que la ecuación anterior se exprese mediante una fórmula algebraica de la forma {\displaystyle ax'^{2}+bx'+c=0}, donde a es distinto de cero.

## Como trisectriz

Trisección de un ángulo mediante una parábola

La parábola se puede utilizar como trisectriz, es decir, permite realizar la trisección exacta de un ángulo arbitrario al ser utilizada como medio auxiliar de una construcción con regla y compás. Este hecho no está en contradicción con la imposibilidad de realizar la trisección de un ángulo con regla y compás exclusivamente, ya que el uso de parábolas no está permitido en las normas de las construcciones con regla y compás clásicas.
Para trisecar {\displaystyle \angle AOB}, colocar su cateto {\displaystyle OB} en el eje x de manera que el vértice {\displaystyle O} esté en el origen del sistema de coordenadas. El sistema de coordenadas también contiene la parábola {\displaystyle y=2x^{2}}. El círculo unitario con radio 1 alrededor del origen se cruza con el otro cateto del ángulo {\displaystyle OA} y, desde este punto de intersección, se debe dibujar la perpendicular sobre el eje y. El paralelo al eje y que pasa por el punto medio de esa perpendicular y la tangente en el círculo unitario en {\displaystyle (0,1)} se intersecan en {\displaystyle C}. El círculo alrededor de {\displaystyle C} con radio {\displaystyle OC} se cruza con la parábola en {\displaystyle P_{1}}. La perpendicular de {\displaystyle P_{1}} al eje x interseca el círculo unitario en {\displaystyle P_{2}}, y {\displaystyle \angle P_{2}OB} es exactamente un tercio de {\displaystyle \angle AOB}.
La exactitud de esta construcción se puede ver mostrando que la coordenada x de {\displaystyle P_{1}} es {\displaystyle \cos(\alpha )}. Resolver el sistema de ecuaciones dado por el círculo alrededor de {\displaystyle C} y la parábola conduce a la ecuación cúbica {\displaystyle 4x^{3}-3x-\cos(3\alpha )=0}. La fórmula del ángulo triple {\displaystyle \cos(3\alpha )=4\cos(\alpha )^{3}-3\cos(\alpha )} permite demostrar que {\displaystyle \cos(\alpha )} es de hecho una solución de esa ecuación cúbica.
Esta trisección se remonta a René Descartes, quien la describió en su libro La Géométrie (1637).